# شهرک جیوکوزی
شهرک جیوکوزی (به لاتین: Jiukouzi Township) یک شهرک در جمهوری خلق چین است که در شهرستان شینگتانگ واقع شده‌است. شهرک جیوکوزی ۲۱۱ متر بالاتر از سطح دریا واقع شده‌است.